# Pjotr Niloes

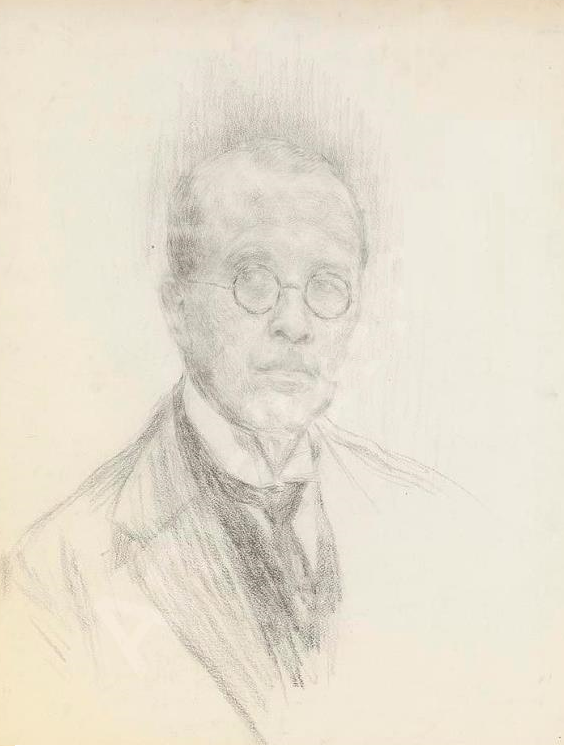
Pjotr Niloes

Pjotr Aleksandrovitsj Niloes (Oekraïens: Петро Олександрович Нілус) (Podolië, 20 februari 1869 - Parijs, 23 mei 1943) was een Oekraïens kunstschilder en schrijver van Zwitserse afkomst. Hij werkte in een realistische en later impressionistische stijl.

## Leven en werk
Niloes werd geboren in een gerussificeerde familie van Zwitserse afkomst. Hij kreeg zijn eerste tekenlessen bij kunstschilder Kyriak Kostandi in Odessa. Vervolgens studeerde aan de Kunstacademie van Sint-Petersburg, onder Ilja Repin, om daarna terug te keren naar Odessa. Zijn vroege werk is geworteld ik de klassieke realistische traditie die toentertijd in Oekraïne hoogtij vierde. Hij exposeerde meerdere malen met de Peredvizjniki. Na 1900 bewoog zijn stijl zich meer en meer richting het impressionisme en kenmerkte zijn werken zich door elegantie en aandacht voor het individu. In 1915 had hij een grote solotentoonstelling in Odessa.
Na de Russische Revolutie sympathiseerde Niloes met de "witten". In 1919 verliet hij het land en vestigde zich via Bulgarije en Oostenrijk in 1923 in Parijs, waar hij deel uitmaakte van de "Witte emigrantengemeenschap". Hij was er nauw bevriend met Aleksander Koeprin en Ivan Boenin. Met de laatste deelde hij in de jaren twintig een tijdlang een woning en onderhield hij een uitgebreide correspondentie, waarvan een klein deel ook in het Nederlands gepubliceerd, in het verzameld werk van Boenin.. Na 1930 zou Niloes voornamelijk portretten schilderen, in opdracht, om in zijn levensonderhoud te voorzien.
Behalve kunstschilder was Niloes ook schrijver, vooral van korte verhalen, in een realistische stijl à la Boenin. Hij overleed in 1943, 74 jaar oud. Zijn werk is momenteel onder andere te zien in de Tretjakovgalerij en in het Odessa Kunstmuseum en het Kramskoj Kunstmuseum te Voronezj.

## Galerij

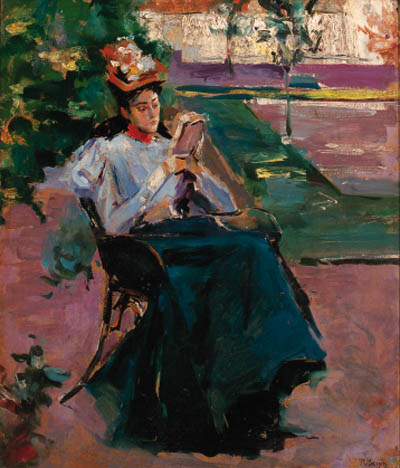
Een goed boek
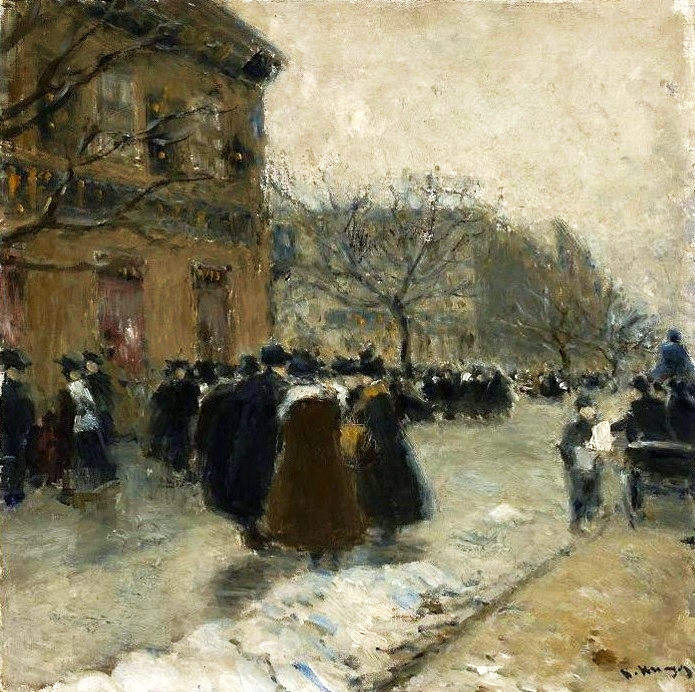
Straatscène
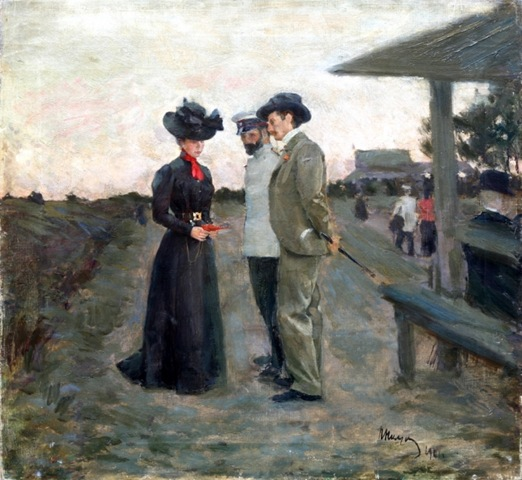
Een onderhoud
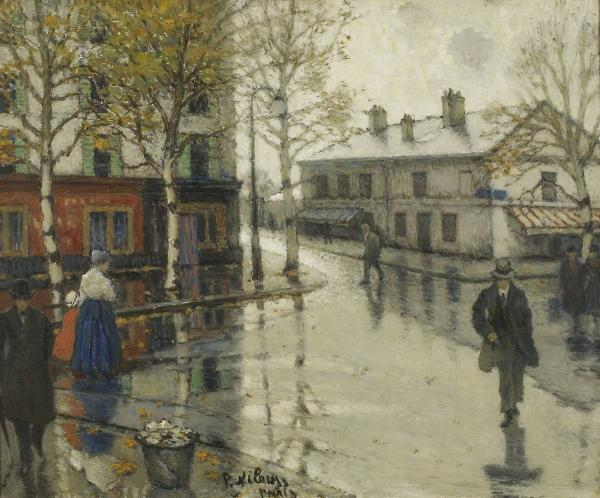
Na de regen
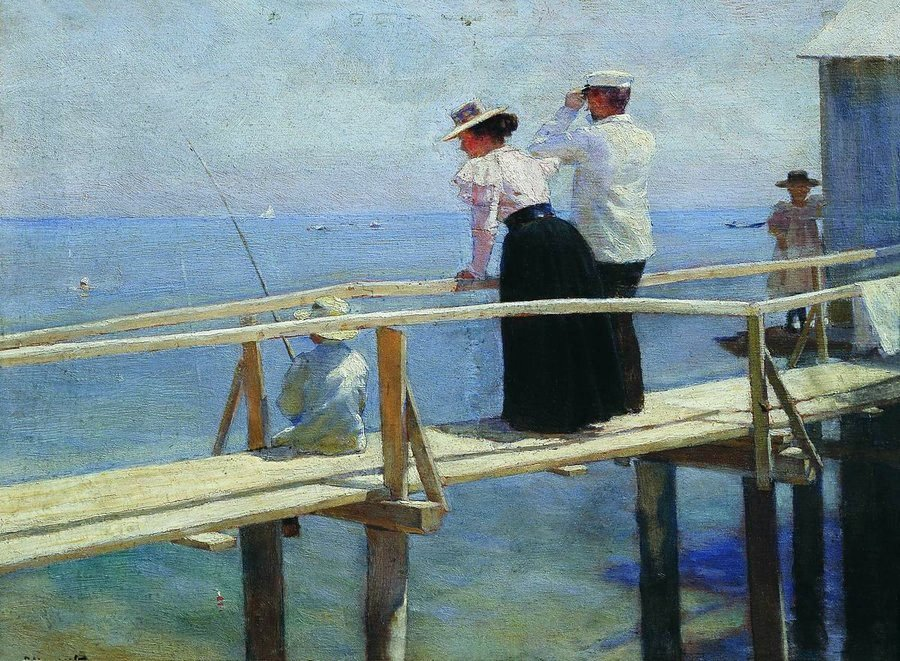
Op de brug
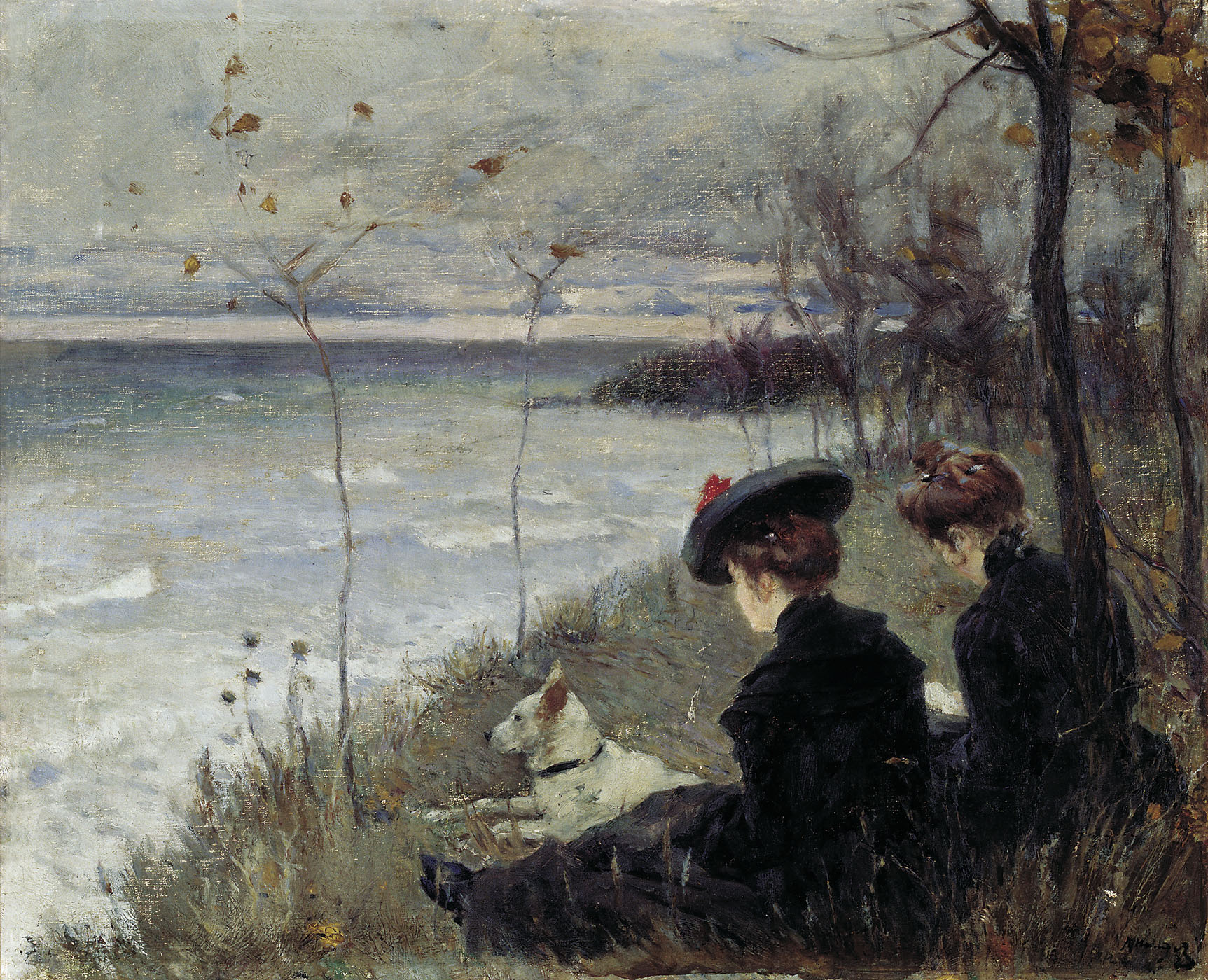
Herfst
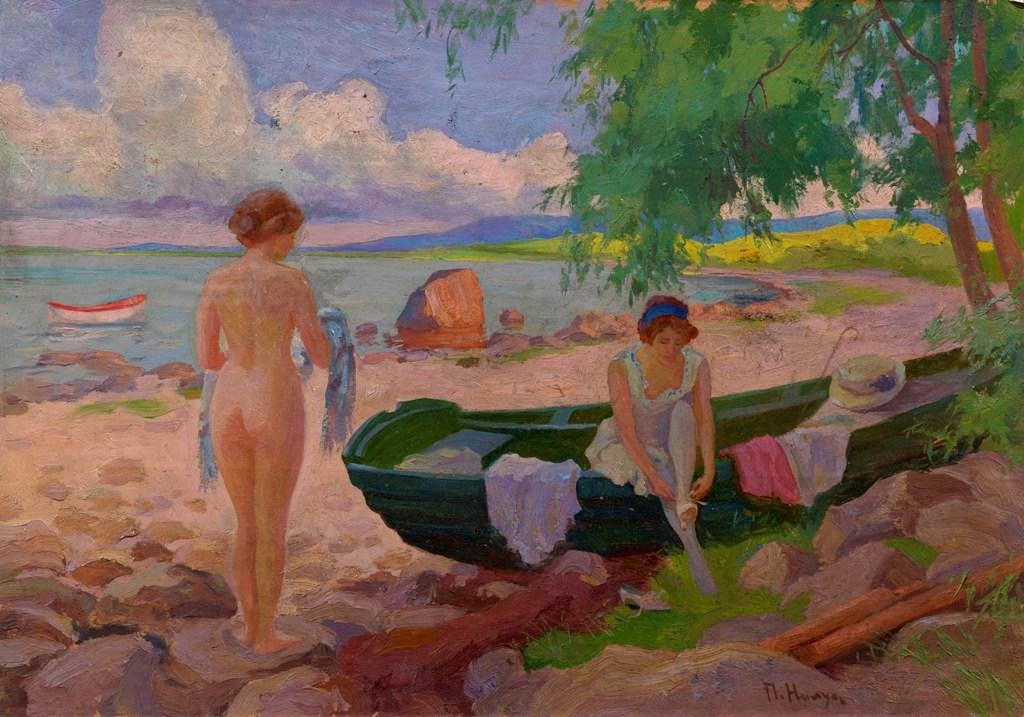
Op het strand
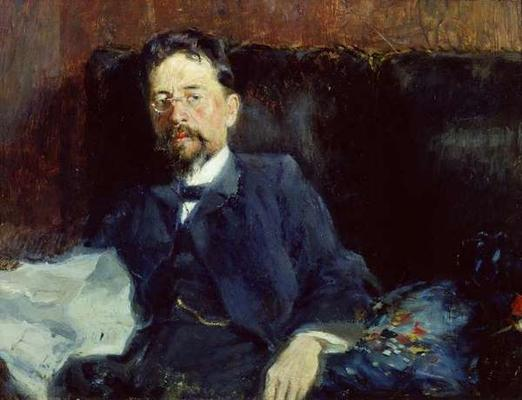
Portret van Anton Tsjechov